# カリブー郡 (アイダホ州)
カリブー郡 (カリブーぐん、英: Caribou County) はアメリカ合衆国アイダホ州に位置する郡である。2000年現在の国勢調査で、人口は7,304人である。ここの郡庁所在地はソーダスプリングスである。

## 歴史
カリブー郡はバノック郡の分割によってアイダホ州議会により1919年2月11日に設立された。この郡はジェローム郡が設立された3日後に、設立されたアイダホ州最後の郡となった。

## 地理
アメリカ合衆国統計局によると、この郡は総面積4,658 km2 (1,799 mi2) である。このうち4,574 km2 (1,766 mi2) が陸地で84 km2 (33 mi2) が水地域である。総面積の1.81%が水地域となっている。

### 隣接する郡
- ボンネビル郡 - 北
- ワイオミング州リンカーン郡 - 東
- ベアレイク郡 - 南
- フランクリン郡 (アイダホ州) - 南
- バノック郡 - 西
- ビンガム郡 - 北西

## 人口動勢
2000年現在の国勢調査で、この郡は人口7,304人、2,560世帯、及び1,978家族が暮らしている。人口密度は2/km2 (4/mi2) である。1/km2 (2/mi2) の平均的な密度に3,188軒の住宅が建っている。この郡の人種的な構成は白人96.14%、アフリカン・アメリカン0.05%、先住民0.21%、アジア0.08%、太平洋諸島系0.12%、その他の人種2.20%、及び混血1.19%である。ここの人口の3.96%はヒスパニックまたはラテン系である。
この郡内の住民は31.70%が18歳未満の未成年、18歳以上24歳以下が8.20%、25歳以上44歳以下が24.50%、45歳以上64歳以下が22.00%、及び65歳以上が13.60%にわたっている。中央値年齢は35歳である。女性100人ごとに対して男性は99.20人である。18歳以上の女性100人ごとに対して男性は98.60人である。
この郡の世帯ごとの平均的な収入は37,609米ドルであり、家族ごとの平均的な収入は42,630米ドルである。男性は38,575米ドルに対して女性は20,085米ドルの平均的な収入がある。この郡の一人当たりの収入 (per capita income) は15,179米ドルである。人口の9.60%及び家族の7.00%は貧困線以下である。全人口のうち18歳未満の10.60%及び65歳以上の9.90%は貧困線以下の生活を送っている。

## 都市及び町
- バンクロフト (Bancroft)
- グレイス (Grace)
- ソーダスプリングス (Soda Springs)
- ウェイン (Wayan)